# Diogo de Paiva de Andrade

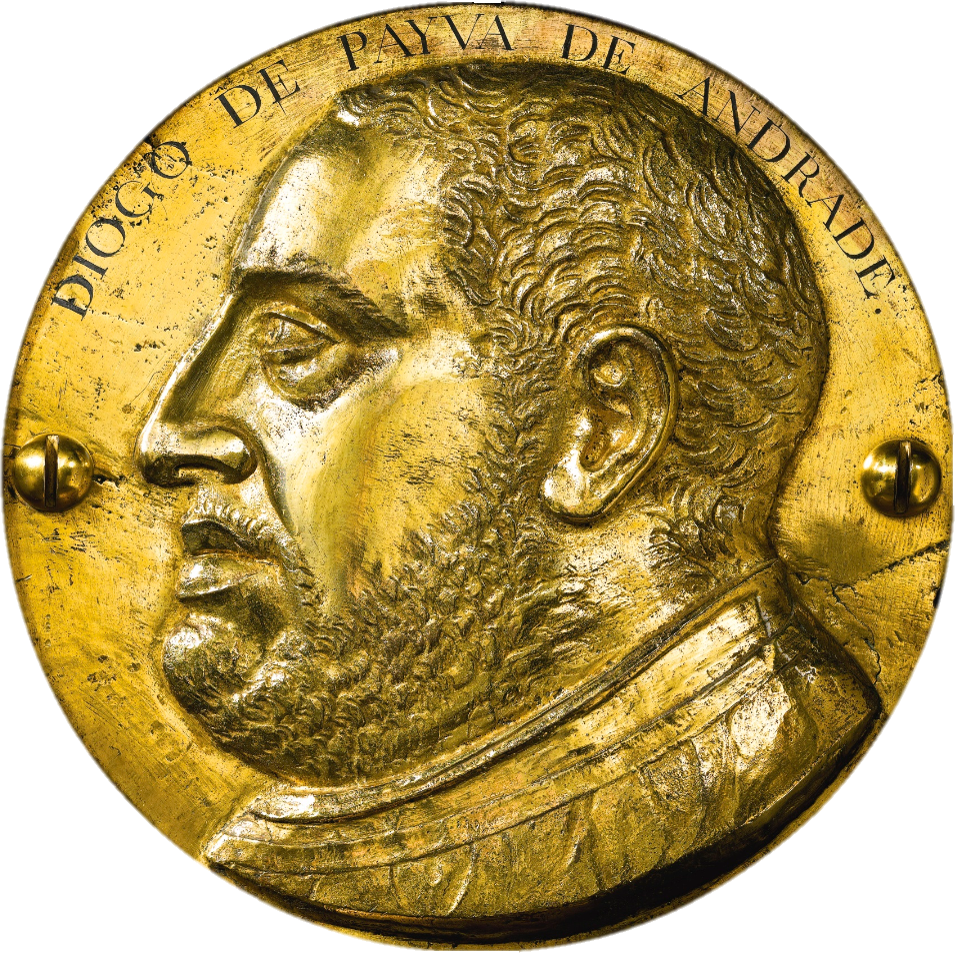
Eine Medaille aus dem Todesjahr von Dom Diogo de Paiva de Andrade 1575.

  Dom Diogo de Paiva de Andrade (* 26. Juli 1528 in Coimbra, Portugal; † 1. Dezember 1575 in Lissabon, Portugal) war ein portugiesischer römisch-katholischer Theologe. Er war der wichtigste Vertreter der Gegenreformation in Portugal und einer der bedeutendsten Theologen Portugals im 16. Jahrhundert. Außerdem war er auch eine wichtige Person der Gegenreformation auf der sonstigen Iberischen Halbinsel.

## Leben und Wirken

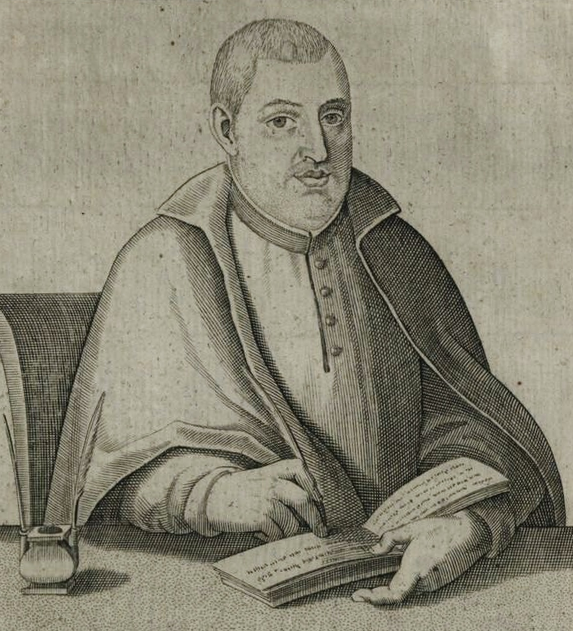
Druck mit dem Bildnis von Dom Diogo de Paiva de Andrade von Pieter Perret.

Er wurde als Sohn des königlichen Schatzmeisters von König Dom João III. geboren und war ein Bruder des geistlichen Schriftstellers Tome de Jesus. Nach dem Studium der katholischen Theologie in Coimbra war er zeitlebens als Professor für Theologie dort tätig.
1562 nahm er am Konzil von Trient als Vertreter Portugals teil.
Beigesetzt wurde er in der Igreja de Graça in Lissabon. Eine Medaille aus dem Jahr 1575 zeigt das Konterfei des Theologen und ist eine reale Darstellung. Sie hat sich bis heute erhalten und befand sich in London. Er schrieb einen Brief an Stanislaus Hosius, der sich heute in einer Bibliothek in Gotha befindet.
Sein gleichnamiger Neffe Diogo de Paiva de Andrade der Jüngere (1586–1660) war als Dramatiker und Dichter tätig.
In Almada ist eine Straße nach Andrade benannt. Der flämische Druckgraphiker Pieter Perret schuf einen Druck, der ihn zeigt.

## Theologie
Papst Pius IV. würdigte ihn für seine Werke, die das Papsttum verteidigten und wichtige Werke der Gegenreformation waren.
Sein Werk Decem libri orthodoxarum explicationum erschien in Venedig (1564 und 1594) sowie in Köln (1564 und 1574).
Er war ein großer Gegner des protestantischen Theologen Martin Chemnitz. Beide schrieben Werke über die Theologie des jeweils anderen. Zwischen beiden entstand ein historischer Streit über Grenzen hinweg; Martin Chemnitz antwortete mit dem Werk Examen decretorum Concilii Trienttini, das Andrade mit dem Buch Defensio Tridentinae Fidei Catholicae (1578 und 1595) beantwortete, der wiederum vorab Chemnitz in einem anderen Werk angegriffen hatte.

## Werke
- De Conciliorum Auctoritate (ohne Jahr).
- Concio Habita Ad Patres In Concilio Tridentino Congregatos, (1562) (Brixen).
- Decem libri orthodoxarum explicationum (1564) (Köln).
- De societatis Jesu Origine contra Chemnicium, (1566). (Digitalisat)
- Defensio Tridentinae Fidei Catholicae (1578, 1580 und 1595) (posthum) (Köln, Ingolstadt)
- Buch mit drei Ausgaben seiner Predigten in Portugiesisch. (Sermôes). (1603, 1605, 1615) (posthum).